# الجويزة
الجويزة في جنوبي القنيطرة (سوريا)،    على بعد 8 كم منها تقع قرية الجويزة، وهي قرية سورية   قديمة أنشأها الرومان، وسكنها البيزنطيون وأعاد إعمارها المهاجرين الشركس القادمين من بلاد القفقاس واستقروا في سوريا.

## معلومات جغرافية وتاريخية
تقع القرية على الطريق العام من القنيطرة (سوريا) إلى الرفيد حيث مفارق الطرق إلى الحمة السورية وإلى مدن نوى – شيخ مسكين، وتبعد عن مدينة القنيطرة حوالي ال8 كم وتبعد قرية الجويزة عن بلدة الخشنية (مركز الناحية) حوالي 6 كلم إلى الشمال الشرقي.
تجاور الجويزة من الناحية الغربية قريتين شركسيتين غير محتلتين هما بئر عجم والبريقة وتلالهما. وقد بنيت القرية على السفح الغربي لتل يعرف بتل كودنه.
في العام 1884- 1885 زار القرية الباحث والمستشرق الألماني غوتلب شوماخر وكتب عن القرية " بداية تشكيل القرية يعود إلى الفترة الهلينسيتية أو الرومانية، في الفترة البيزنطية كان يسكن القرية عدد من المسيحيين، ثم سكنها من جديد عدد من النازحين الشركس من قبيلتي الابزاخ والقبرطاي في أواخر سنوات السبعينيات من القرن الماضي الذين قدموا من بلاد القفقاس وثلث سكانها كانوا من التركمان الذين منحهم السلطان العثماني الحماية وأسكنهم في منطقة الجولان في سورية، ويصف المستشرق الألماني شوماخر القرية "عدد سكان القرية 300 نسمة فوق سن العاشر، وفيها 70 منزلا من التوت، وكانت القرية وسكانها يعيشون في حالة انتعاش اقتصادي، مدرسة القرية القديمة مبنية من الحجارة البازلتية، وفيها مسجد ونبع ماء مجاور للقرية يسمى (نبع الجويزة) يشرب منه سكان القرية".

## البناء والحياة الاقتصادية
مع بداية الهجرات إلى هذه المنطقة واستقرار بعضًا منهم في القرية، قام سكانها ببناء بيوتهم على أسلوب واحد ومن حجارة البازلت وباتجاه واحد نحو الجنوب لينالوا قسطًا من أشعة الشمس والدفء شتاء وليتقوا لسعات الرياح الشمالية، وكان الأهالي يربون الحيوانات المنزلية للغذاء والعمل في بيوتهم، مع زراعة بعض الخضار التي تفي بحاجة أهل البيت، أما في الحقول الخارجية فاشتهرت القرية بزراعة القمح والشعير والذرة.

## السكان
بلغ عدد سكان القرية في عام 1960 م 877 نسمة. منهم 674 من الشركس و203 من التركمان.
في العام 1967 م بلغ عدد سكانها حوالي 1.080 نسمة. من أبرز العائلات التي سكنتها: عائلة باغ التي ينحدر منها كل من الدكتور والمفكر المرحوم أديب باغ المتوفى في العام 1964 م، حيث تضم مقبرة القرية رفاته. وأديب باغ هو صاحب رسالة الدكتوراه عن جغرافية الجولان لجامعة السوربون. واللواء عواد باغ. والنائب عاصم محمود باغ عضو مجلس الشعب في أوائل سنوات الخمسينيات، والأستاذ عبد الرحمن باغ عضو مجلس الشعب أثناء حكم الشيشكلي.

## قرية الجويزة وحرب ال67
في العام 1967 م وأثناء عدوان حرب 1967 حزيران تصدت القوات السورية المرابطة في حرش الجويزة للقوات الإسرائيلية التي قصفت القرية وحرشها بالطائرات الحربية، ويروي شهود عيان أثناء عدوان حزيران أنه في تمام الساعة الرابعة من مساء الاثنين (بعد الظهر) الواقع في 12 حزيران. كانت تتقدم كتيبة دبابات إسرائيلية «40 دبابة»، على طريق الرفيد ـ الجويزة ـ القنيطرة وما إن وصلت مقدمة الرتل إلى مشارف الحرش المحيط بقرية الجويزة، حتى تصدت نيران القوات السورية للكتيبة الإسرائيلية، فأوقعت فيها خسائر كبيرة، واستنجد قائد الكتيبة بالطيران الحربي لإنهاء المقاومة السورية القوية. وجاءت طائرات الهليوكوبتر الإسرائيلية وأحرقت أرض الحرش كلها برشاشاتها، حتى اطمأنت إلى إخماد المقاومة واستمرت المقاومة حتى صباح الثلاثاء 13 حزيران عندها عادت كتيبة الدبابات الإسرائيلية واستكملت تقدمها لإكمال احتلال القرية وطريق الرفيد القنيطرة.
ويروي بعض النازحين من أبناء قرية الجويزة، عن تلك المقاومة التي عطلت إكمال احتلال القنيطرة مدة لا تقل عن 18 ساعة."أن الذي تصدى للكتيبة الإسرائيلة هو شاب من أبناء القرية، أطلق من بنادق الجيش والجنود المتروكة على الأرض كل الذخيرة التي توفرت لديه حتى نفذت، ثم انسحب في اتجاه دمشق.
وفي حرش الجويزة كان أحد الجنود السوريين يعمل ضمن طاقم المدفعية المضاد للطائرات حيث استطاع إسقاط أربع طائرات «ميستير» إسرائيلية بمدفعه وحده «عيار 14.5 مم رباعي السبطانات»، وبقى يقاوم حتى استشهد بعد أن قامت أربع طائرات إسرائيلية بقصف مصدر النيران فاحترقت جثته مع مدفعه.

## الجويزة تحت الاحتلال
في عام 1970 كانت بعض المنازل والبيوت البازلتية في القرية ما زالت قائمة وهي عبارة عن بيوت مسقوفة بالقرميد الأحمر، ومدرسة ودكان لبيع المواد الغذائية ومولد كهرباء ومسجد كبير مع مئذنة عالية، وقد كان مزين برسومات وكتابات يونانية وشركسية في جنوب شرق القرية، كانت تلك البيوت جزء من البرنامج الإسرائيلي لتطوير وتشجيع السياحة في الجولان، في السبعينيات، إلا أنها نهبت ودمرت جميعها من قبل إفراد الجيش الإسرائيلي بعد فشل البرنامج السياحي الإسرائيلي فيما باقي منازل القرية تحولت إلى دمار وخراب كامل منتشرة على مساحات واسعة من القرية. 
القرية اليوم مدمرة تماما، لم يتبق منها سوى أثار وبقايا الدمار وبعض الأشجار، ونبع الجويزة الذي ما زال يحافظ على جريانه باتجاه الجنوب، يستخدم لرعي الخيول التي يحتفظ بها المستوطنين، فيما أشجار الصفصاف تلقى بظلالها عليها.
بعد الحرب أجبرت القوات الإسرائيلية أبناء القرية على مغادرتها قبل أن تقوم بتدميرها وتسويتها بالأرض وسكنوا في مخيمات خصصتها الحكومة السورية لأبناء الجولان النازحين قرب مدينة دمشق.
في العام 1973 وأثناء حرب تشرين استطاعت القوات السورية من تحرير القرية لعدة أيام، حيث شارك عددا من أبناء القرية في تحرير الجولان وقريتهم، ثم أعيد احتلالها من قبل القوات الإسرائيلية،

## المستوطنات في الجويزة
في العام 1981 أقيمت على أرض الجويزة مستوطنة تتبع إلى المتدينين المتعصبين اليهود، أطلق عليها اسم «الوني هبيشان» وتبعد حوالي 1000 م من خط وقف إطلاق النار بين سوريا وإسرائيل. وهي مستوطنة تعاونية يقطنها حوالي 44 عائلة يعتاشون من الاعتماد على زراعة التفاح والكرز والعنب والمزروعات الموسمية وتبلغ المساحات المزروعة فيها حوالي 120 دونم تفاح، 18 دونم كرز، 220 دونم عنب نبيذ ومزروعات موسمية. 120دونم خضراوات،100دونم بطيخ، 270دونم حنطة بعل، وفيها حوالي 177 بقرة حلوب. 
المستوطنة عضو في شركة «بيروت هاغولان» فواكه الجولان التابعة لمجلس المستوطنات الإسرائيلية في الجولان، وفيها مصنع للنبيذ وموقع استجمامي باسم «كنار».